# Межпоколенческая политика
Межпоколе́нческая поли́тика — государственная политика, которая включает межпоколенческий подход к решению проблем или оказывает влияние на поколения. Подход к политике с межпоколенческой точки зрения основан на понимании взаимозависимости, которая характеризует отношения между поколениями.
Межпоколенческий подход к государственной политике признает, что поколения разделяют основные потребности, включая достаточный доход, доступ к качественному медицинскому обслуживанию и социальным услугам, возможности получения образования и трудоустройства, а также безопасное место для жизни. Кроме того, политика поддержки любой возрастной группы должна основываться на общих интересах всех поколений.
Межпоколенческая политика также понимается как текущие усилия по обеспечению межпоколенческой справедливости как со стороны государственных, так и негосударственных институтов, распределяющих ресурсы между поколениями. Существует два типа межпоколенческой политики: описательная и программная. Описательная межпоколенческая политика включает усилия по институционализации индивидуальных и коллективных отношений между поколениями в частной и общественной сферах. Программная межпоколенческая политика относится к созданию общественных условий, позволяющих создавать частные и общественные межпоколенческие отношения в настоящем и будущем так, чтобы гарантировать развитие ответственной и ориентированной на общество личности, с одной стороны, и общественного прогресса в другом.
Литература включает как минимум пять моделей межпоколенческой политики. Это: (1) межпоколенческая социальная интеграция; (2) увязка стратегий социальной политики в отношении старости и пожилых людей; (3) аспекты межпоколенческой политики, охватывающие экологическую политику, архитектурную политику, (меж)культурную политику, политику, политику на рынке труда и политику в области здравоохранения; (4) концепция Организации Объединённых Наций «Общество для всех возрастов»; и (5) концепция «серебряной экономики» Европейского союза.
Известный публичный философ Роман Кржнарик считает, что у общества есть т. н. фьючерхолдеры (англ. futureholder) — будущие граждане, чьи интересы и благополучие должны учитываться при принятии решений, влияющих на их жизнь. Речь идёт о поколениях потомков ныне живущих людей. Для обеспечения их благополучия необходимо создать общество, основанное на межпоколенческой справедливости.